# Dalmatinski konjanički strijelci
Divizijun dalmatinskih konjaničkih zemaljskih strijelaca (k.k. Reitenden Dalmatiner Landesschützen Division) bila je elitna postrojba austro-ugarske vojske odnosno austrijskog domobranstva u Dalmaciji. Taj naziv imao je od 1910. Od osnutka do 1893. službeno se zvao Eskadron konjaničkih strijelaca u Dalmaciji (Eskadron berittene Schützen in Dalmatien). Od 1893. do 1910. postrojba je nosila naziv Jahaći zemaljski dalmatinski strijelci (Berittene Dalmatiner Landesschützen), a kraj Prvog svjetskog rata dočekali su kao Dalmatinski konjanički carski strijelci (Reitende Dalmatiner Kaiserschützen).

## Povijest
Prema Zakonu o nacionalnoj obrani i Zakonu o Landwehru, postojećim domobranskim streljačkim bojnama u Dalmaciji (79., 80., 81. i 82.) trebale su biti osigurane dvije konjaničke satnije za službu obavještavanja i veze. Cijela Dalmacija bio je zamišljen kao dopunski okrug. Godine 1872. u Sinju su formirane dvije satnije u zajednički odred. Odred je dobio je oznaku "Zapovjedništvo za strijelce na konjima" („Cadre-Commando für die Landesschützen zu Pferd“) i imao je mirnodopsko stanje od 28 vojnika i 21 konja. Osnovna svrha ove postrojbe bilo je obučavanje časnika i vojnika te briga o konjima. Trajanje obuke za regrute bilo je tri mjeseca, a za svaku konjaničku satniju bilo je predviđeno 185 vojnika i 161 konj.

Godine 1874. dvije satnije, analogno ostatku domobranskog konjaništva (Landwehrkavallerie), preimenovane su u eskadrone. Nakon reorganizacije Landwehra 1889., dvije eskadrile su ujedinjene u diviziju, s rezervnim odjelom koji bi se aktivirao u treći eskadron u slučaju rata. Ratno stanje divizijuna, zapovjedništvo i tri eskadrona bilo je 456 vojnika i 410 konja.
Iako je svrha dalmatinskih konjaničkih strijelaca izvorno je bila kurirska i služba veze, intezivno se koriste za nadzor granice i borbeno izviđanje. U Prvi sjvetski rat ulaze kao laka izvidnička konjica, no vrlo zbog dinamike rata napuštaje konje i bore se kao laka odnosno brdska pješadija na talijasnkom bojištu zajedno sa ostalim postrojbama XVI. korpusa. 16. siječnja 1917. Car Karlo I. preimenovao je postrojbu u divizijun Dalmatinskih konjaničkih carskih strijelca (Reitende Dalmatiner Kaiserschützen).

## Naoružanje
Prvotna oprema konjaničkih strijelaca bila je samo konjanička sablja M1869 i revolver Gasser Armeer M1870/74. Sablje su bile smještene u torbici od smeđe kože s remenom za nošenje. Časničke sablje bile su identične vojničkim sabljama, ali je ručka bila vezana posrebrenom žicom, a košara je bila probijena, ukrašena i polirana. Od 1876. vojnici su nosili karabiner "System Fruhwirth". Nakon što je karabiner M90 postao dostupan, zamijenio je prethodno korištenu pušku Fruhwirth. Tijekom Prvog svjetskog rata naoružanje postaje identično naoružanju brdskih pješčkih postrojbi.

## Organizacija 1914.
- Zapovjedništvo divizijuna – Sinj (Signo)
- I. eskadron – Sinj (Signo) (4. brdska brigada, 18. pješačka divizija, kasnije 58. pješačka divizija)
- II. eskadron – Sinj (Signo) (5. brdska brigada, 18. pješačka divizija, kasnije 58. pješačka divizija)
- III. eskadron - Zadar (Zara) (zapovjedništvo XVI korpusa)

## Odore
Pripadnici postrojbe nosili su "štuka-sive" tunike sa srebrnim pucetima. Imali su tamnosmeđe kapute. Nosili su sivoplave jahaće hlače, a na glavi su imali šešire s crnim perom i austrijskim carskim orlom u rogu (trubi).
- Svečana odora konjaništva austrijskog domobranstva.
- Satnik postrojbe u bojnoj odori
- Satnik postrojbe u bojnoj odori (do 1893.)